# Wienerschnitzel
En wienerschnitzel er en traditionel ret fra Wien af et tyndt stykke kalvekød mørnet med en kødhammer vendt i æg og dækket af rasp og stegt. Opskriften er muligvis importeret i det 15. eller 16. århundrede fra det nordlige Italien. Ifølge en anden teori blev den introduceret i 1857  af feltmarskal Radetzky, som opholdt sig det meste af livet i Milano.
Ordet "Wienerschnitzel" kan spores til  1862, hvor østrigerne regerede Norditalien.
I midtjylland og ned til sønderjylland - og i Milano - kaldes en wienerschnitzel for et elefantøre.